# Avi Assouly
Avi Assouly, né le 5 juin 1950 à Aïn El Arbaa en Algérie et mort le 14 février 2025 à Marseille,, est un journaliste sportif et homme politique franco-israélien.

## Biographie

### Jeunesse
Dans sa jeunesse, il est d'abord footballeur au RCFC Besançon où il dispute seulement cinq rencontres du Championnat de France de football D2. Il devient ensuite gardien de kibboutz en 1973, avant de servir dans l'armée israélienne pendant la guerre du Kippour puis il travaille pour la compagnie aérienne israélienne El Al à Paris, New York puis Marseille.
Avi Assouly a grandi à Besançon dans le Doubs où il a effectué ses études secondaires et supérieures. Il réussit un concours qui lui permet d'entrer au Tribunal de Grande Instance de Besançon pour exercer la fonction de greffier d'instruction. En 1975, il s'installe à Marseille pour y entamer une nouvelle vie professionnelle en créant sa marque de vêtements, Nino Pucci (jeans et sportswear).[réf. nécessaire]

### Journalisme
Avi Assouly ne rejoint le monde du journalisme sportif qu'en 1984 en écrivant pour le magazine Crampons. Il passe rapidement à la radio, démarrant à Fun Radio. Il rejoint ensuite NRJ et Radio Star, avant que France Bleu Provence ne le recrute en 1992 pour commenter les matchs du club de football de l'Olympique de Marseille. Il est d'ailleurs grièvement blessé lors de l'un de ces matchs, le 5 mai 1992 lors de la catastrophe de Furiani,,.
Durant sa période d'activité, Avi Assouly collabore avec de nombreux médias tels que M6, LCM, OM TV, Le Soir, The Sun ou encore Reuters. Il  termine sa carrière avec le statut de grand reporter en 2009, à France Bleu Provence.
Lors de la saison 2006-2007, le 28 septembre 2006, il annonce précipitamment la qualification de l'Olympique de Marseille lors du match FK Mladá Boleslav-OM, l'équipe tchèque s'imposant finalement 4 à 2 et se qualifiant aux dépens de l'équipe marseillaise.

### Politique
En janvier 2010, Avi Assouly rejoint Michel Vauzelle sur la liste socialiste des Bouches-du-Rhône pour les élections régionales PACA de 2010, sans être lui-même membre du PS, à la 15e position. Il est élu conseiller régional, siège dans le groupe « Socialiste, Radical et Républicain » et est nommé délégué aux grands événements sportifs. Lors des élections législatives de 2012, il est le suppléant de Marie-Arlette Carlotti sur la 5e circonscription des Bouches-du-Rhône. Ils sont élus au second tour face au député sortant Renaud Muselier. Marie-Arlette Carlotti intégrant le gouvernement, il siège à l'Assemblée nationale où il est membre de la commission des Affaires étrangères jusqu'au 2 mai 2014, lorsque Marie-Arlette Carlotti retrouve son siège après sa sortie du gouvernement. En 2022, il se présente aux élections législatives sous l'étiquette écologiste dans la deuxième circonscription des Bouches-du-Rhône.

## Décorations et honneurs
- Chevalier de l'ordre national du Mérite

Le 14 mai 1997 Assouly est nommé chevalier dans l'ordre National du Mérite.
- Médaille de la jeunesse, des sports et de l'engagement associatif, bronze

Le 1er janvier 1999, il reçoit médaille d'or de la jeunesse et des sports.[réf. nécessaire]
- Médaille d'honneur du travail, argent